# Ambrogio Barocci
Ambrogio Barocci, noto come Ambrogio da Milano o Ambrogio da Urbino (Milano, XV secolo – Urbino, ...), è stato uno scultore, architetto e decoratore italiano.

## Biografia
Ambrogio Barocci, scritto anche nella forma Barozzi, originario del milanese, nel 1470 circa si recò a Venezia, dove eseguì la decorazione della chiesa di San Michele in Isola e delle finestre della chiesa di San Giobbe e San Salvatore.
Si trasferì poi a Urbino (suoi sono i fregi di stipiti, porte e finestre del Palazzo ducale, 1472, su disegno di Luciano Laurana); dal 1480 al 1484 diresse la fabbrica del campanile di Santa Maria della Quercia a Viterbo e fu poi artefice delle decorazioni del duomo di Spoleto. Lavorò pure a Mondolfo, sotto la direzione di Francesco di Giorgio Martini e su incarico di Giovanni della Rovere: della sua bottega si conserva un pregevole stemma dei Della Rovere con trabeazione nel loggiato del Palazzo Comunale.
Il pittore Federico Barocci fu suo pronipote.